# Cembalea affinis
Cembalea affinis är en spindelart som beskrevs av Rollard, Wesolowska 2002. Cembalea affinis ingår i släktet Cembalea och familjen hoppspindlar. Inga underarter finns listade i Catalogue of Life.